# 香港遠東財務地產
香港遠東財務地產有限公司（前港交所上市編號：0148.HK）是在1973年成立，主要業務是經營財務借貸和地產業務。

## 歷史
按1973年籌備上市時的申報資料，該公司主要經營財務借貸和地產業務，擁有物業包括葵涌青山道兩座工業大廈，當時董事會成員包括黃振明、余禮國、歐陽汝光、黃星泉等人。1973年3月1 日在香港上市。
據1983年的報道，董事會主席是蔡江壽，公司主要業務在馬來西亞。
後來因為公司發生財政問題而被香港聯合交易所（港交所）勒令停牌。
1990年1月9日，該公司從香港交易所除牌，是1986年香港四大交易所合併成港交所以來，第三間被除牌的公司。

## 外部連結
- 香港遠東財務地產資料 （页面存档备份，存于）